# Formiana cauquenensis
Formiana cauquenensis là một loài bướm đêm trong họ Geometridae.